# Świat według Mindy
Świat według Mindy (ang. The Mindy Project) to amerykański serial, wyprodukowany przez Universal Television, 3 Arts Entertainment oraz Kaling Entertainment i emitowany w stacji Fox od 25 września 2012 roku. W Polsce premiera serialu odbyła się 27 maja 2013 roku na antenie Fox Life.

Później Fox Life przeniosła na kanale Fox Comedy premiera serialu odbyła się 5 marca 2015.
Serial został anulowany po 3 sezonach przez stację FOX.

Platforma internetowa Hulu zamówiła 4 sezon serialu.

4 maja 2016 roku, platforma internetowa Hula przedłużyła serial o 5 sezon.

29 marca 2017 roku, platforma internetowa Hula zamówiła 6 sezon, który jest finałowym.

## Fabuła
Mindy (Mindy Kaling), wykwalifikowana ginekolożka, która uwielbia komedie romantyczne, pracuje w niewielkiej klinice lekarskiej. Bohaterka próbuje pogodzić swoje życie zawodowe i osobiste.

## Obsada
- Mindy Kaling jako Mindy Lahiri
- Chris Messina jako Danny Castellano
- Ed Weeks jako Jeremy Reed
- Anna Camp jako Gwen Grandy
- Zoe Jarman jako Betsy Putch
- Amanda Setton jako Shauna Dicanio
- Stephen Tobolowsky jako Marc Shulman

### Drugoplanowa
- Ike Barinholtz jako Morgan Tookers
- Max Minghella jako Richie Castellano
- Tommy Dewey jako Josh Daniels
- Avriella Ford jako Riley Grandy
- Mary Grill jako Maggie
- Mark Duplass jako Brendan Deslaurier
- Jay Duplass jako Duncan Deslaurier
- Kelen Coleman jako Alex

## Spis odcinków
| Sezon | Sezon | Odcinki | Oryginalna emisja   | Oryginalna emisja | Oryginalna emisja | Oryginalna emisja    | Oryginalna emisja |
| Sezon | Sezon | Odcinki | Premiera sezonu     | Finał sezonu      | Premiera sezonu   | Finał sezonu         |                   |
| ----- | ----- | ------- | ------------------- | ----------------- | ----------------- | -------------------- | ----------------- |
|       | 1     | 24      | 25 września 2012    | 14 maja 2013      | 27 maja 2013      | 5 sierpnia 2013      |                   |
|       | 2     | 22      | 17 września 2013    | 6 maja 2014       | 28 marca 2014     | 6 czerwca 2014       |                   |
|       | 3     | 21      | 16 września 2014    | 24 marca 2015     | 5 marca 2015      | 14 maja 2015         |                   |
|       | 4     | 26      | 15 września 2015    | 5 lipca 2016      | 31 marca 2016     | 28 lipca 2016        |                   |
|       | 5     | 14      | 4 października 2016 | 28 marca 2017     | 17 września 2017  | 15 października 2017 |                   |
|       | 6     | 10      | 12 września 2017    | 14 listopada 2017 | 7 stycznia 2018   | 21 stycznia 2018     |                   |